# Zonitis limbipennis
Zonitis limbipennis es una especie de coleóptero de la familia Meloidae.

## Distribución geográfica
Habita en Australia.